# Новоселівка (Ізмаїльський район)
Новосе́лівка — село Кілійської міської громади у Ізмаїльському районі Одеської області в Україні. Населення становить 1647 осіб.

## Історія
Територією села проходить частина Нижнього Траянового валу.
Рік заснування 1816. До 1940 р. мало назву Єнікей.
05 лютого 1965 року Указом Президії Верховної Ради Української РСР  Новоселівську сільську раду Ізмаїльського району передано до складу Кілійського району.
Відстань до центру громади становить 26.5 км і проходить автошляхом місцевого значення. 12 км до найближчої залізничної станції Дзинілор

## Населення
Згідно з переписом 1989 року населення села становило 1776 осіб, з яких 821 чоловік та 955 жінок.
За переписом населення 2001 року в селі мешкало 1605 осіб.

### Мова
Розподіл населення за рідною мовою за даними перепису 2001 року:
| Мова       | Відсоток |
| ---------- | -------- |
| болгарська | 50,52 %  |
| гагаузька  | 25,56 %  |
| російська  | 12,02 %  |
| українська | 5,65 %   |
| румунська  | 4,61 %   |
| вірменська | 1,09 %   |
| білоруська | 0,12 %   |